# 馬多克斯號驅逐艦 (DD-731)
馬多克斯號驅逐艦 (DD-731) 是一艘艾倫·M·桑拿級驅逐艦驱逐舰，該驅逐艦的名字來自於美国海军陆战队的上尉威廉·A·T·馬多克斯。馬多克斯號驅逐艦于1943年10月28日在缅因州巴斯的巴斯钢铁厂進行龍骨架設，1944年3月19日，馬多克斯號驅逐艦正式下水，威廉·A·T·馬多克斯的孙女也參加了下水儀式，馬多克斯號驅逐艦於1944年6月2日正式服役。
1945年1月21日，馬多克斯號驅逐艦在台灣附近被日本神风特攻队的戰機击中。在沖繩島戰役中，馬多克斯號驅逐艦負責掩护美國海军陆战队登陆冲绳島，在朝鲜战争期间，馬多克斯號驅逐艦與与第七舰队一起支援联合国軍。馬多克斯號驅逐艦還參與了对元山的封锁，並对元山市进行了长达861天的围困和轰炸。
1953年后，馬多克斯號驅逐艦轮流在美国西海岸和夏威夷水域进行服役，并随第七舰队定期部署到西太平洋。1964年8月间，馬多克斯號驅逐艦參與北部湾事件，此次事件迫使越南战争衝突升級。
1972年7月6日，馬多克斯號驅逐艦被调往中華民國，並被編入中華民國海軍。该舰于1985年退役并报废。目前，该舰的舰钟被收藏在位於美國佛罗里达州那不勒斯的二战博物馆里。